# Samuel Hunter Christie
Samuel Hunter Christie (Londres, 1784 - 1865) matemático, físico y astrónomo británico.

## Biografía
Hijo de James Christie, el fundador de la casa de subastas de arte Christie's. Cursó estudios de matemáticas en el Trinity College de Cambridge destacando asimismo durante sus estudios como deportista. 
Después de graduarse fue profesor de matemáticas en la Real Academia Militar de Woolwich durante casi cincuenta años, retirándose como profesor en 1854. Miembro de la  Royal Society a partir de 1826, ocupó su secretaría desde 1837 a 1853.
Hizo numerosas contribuciones a la física en el campo del magnetismo, incluyendo los efectos de la temperatura sobre las fuerzas magnéticas, el efecto de rayos solares sobre la aguja magnética y el magnetismo terrestre. Realizó estudios para la mejora del  compás magnético. Algunos de sus trabajos sobre magnetismo los realizó en colaboración con Peter Barlow. 

## Esposas
1. Elizabeth Theadora (fallecida en 1844; fuente: RootsWeb)
2. Margaret Ellen (casados en 1844; fuente: Registro de la Iglesia de Woolwich)

## El 'Diamante'
En un documento sobre las propiedades eléctricas y magnéticas de varios metales escrito en 1833 describía que la conducción de varios tipos de alambre varía de forma inversamente proporcional a la longitud y directamente al cuadrado del diámetro de alambre. 
El papel fue distinguido por el consejo de la Royal Society. No tanto por su investigación de magnetismo sino por la descripción de un artilugio de medida, un circuito eléctrico en forma de diamante que probablemente había desarrollado para medir la resistencia y la conductancia del alambre.
Charles Wheatstone, profesor del Kings College en Londres hacia mediados de 1800 reconoció el mérito del invento y popularizó aquel sistema de medida en sus clases hacia mediados del siglo XIX, de tal forma que el dispositivo acabó siendo conocido como el Puente de Wheatstone.